# 马龙河 (牛栏江)
马龙河，是中国长江流域的一条河流，汇入牛栏江，属于金沙江水系。河长177千米，流域面积1034平方千米，年均流量12立方米每秒。自然落差381米。水能理论蕴藏量2万千瓦。